# UFC Fight Night: Lewis vs. Browne
UFC Fight Night: Lewis vs. Browne (também conhecido como UFC Fight Night 105) foi um evento de artes marciais mistas (MMA) produzido pelo Ultimate Fighting Championship, realizado no dia 19 de fevereiro de 2017, na Halifax Metro Centre, em Halifax, Nova Escócia, no Canadá.

## Contexto
O evento foi o segundo que a promoção recebeu em Nova Escócia. O primeiro foi o UFC Fight Night 54, em outubro de 2014.
Uma luta no peso-pesado entre o ex-Campeão Peso-Pesado do UFC, Junior dos Santos, e o veterano Stefan Struve, foi originalmente esperada para encabeçar este evento. A luta ocorreu pela primeira vez no passado, em fevereiro de 2009, no UFC 95, onde Dos Santos derrotou Struve (quando o holandês fazia sua estréia no UFC) via TKO no primeiro round. No entanto, em 12 de janeiro, Struve teve de ser retirado da revanche devido a uma lesão no ombro. Apesar de Struve ter se lesionado faltando mais de seis semanas para acontecer o evento, os oficiais da organização decidiram remover Dos Santos do card.
Quase duas semanas depois, foi anunciado que a nova luta principal seria também no peso-pesado, entre Derrick Lewis e Travis Browne. O combate foi marcado para acontecer no UFC 208, mas foi movido uma semana depois para encabeçar este evento.
Alvaro Herrera enfrentaria Alessandro Ricci neste evento. No entanto, Herrera saiu da luta em meados de janeiro citando lesão, e foi substituído por Paul Felder.
A ex-desafiante ao Cinturão Peso Galo Feminino do UFC, Liz Carmouche, era esperada para enfrentar neste evento a medalhista de prata nos Jogos Olímpicos de Verão de 2004 no wrestling e também ex-desafiante, Sara McMann, mas desistiu em 2 de fevereiro. Ela foi substituída pela estreante na promoção, Gina Mazany.
Michel Quiñones era esperado para enfrentar Alexander Volkanovski no evento, mas Volkanovski anunciou em 13 de fevereiro que a luta foi desfeita, devido a uma lesão de Quiñones. Não houve substitutos e a luta foi cancelada.

## Bônus da Noite
- Luta da Noite:  Derrick Lewis vs.  Travis Browne
- Performance da Noite:  Paul Felder e  Thiago Santos